# Opel Zafira
O Opel Zafira é um veículo monovolume de porte médio de projeto Opel, produzido a partir do ano de 2000. Utiliza nas versões iniciais, a mesma plataforma do Opel Astra, fazendo concorrência com os modelos Citroën Xsara Picasso e Renault Scénic, ambas encerradas em 2010. Sua fabricação no Brasil começou em 2001 e terminou em 2012. Em 2005 sofreu sua primeira remodelação na Alemanha e em 2011 sofreu outra remodelação. Mas o similar brasileiro continuou com a mesma  carroceria lançada em 2001, apenas com pequenos retoques em seu estilo, até ser sucedido pela Chevrolet Spin.
Foi o primeiro modelo fabricado no Brasil a oferecer sete lugares, utilizando um sistema criado pela Opel (Flex7), uma terceira fileira de bancos rebatidos, além das duas fileiras convencionais.
Depois de várias modificações, permanece em produção pela Opel na versão Zafira C Tourer, utilizando a mesma plataforma do GM Delta.

## Primeira Geração (Zafira A)
O modelo foi lançado em 1999 na Alemanha e em março de 2001 no Brasil, utilizando a plataforma do Opel Astra G com duas versões de motorização: a versão básica, com motor 2.0 8V (dois litros e oito válvulas), que produzia uma potência de 116 cv (85,3 kW) e a versão de motor 2.0 16V (dois litros e dezesseis válvulas), que produzia uma potência de 136 cv (100 kW). Em setembro de 2001 era lançada a linha 2002, com a versão CD, que era o topo de linha, além da versão básica. Em 2002, com o modelo 2003, foi disponibilizado o câmbio automático de quatro velocidades para as duas versões, recebeu ainda em 2001 uma versão esportiva chamada de Zafira OPC, com motor 2.0 turbo, que levava o carro a 224 km/h.
Em maio de 2004, já como linha 2005, houve uma pequena alteração na dianteira, novo grafismo e para-choque, faróis de neblina, grade e pequenas alterações nos faróis. Nesta fase o modelo europeu ganhou nova geração.
No início de 2005, recebeu novas nomenclaturas: Comfort (versão básica), Elegance e Elite. Uma outra versão denominada Expression, lançada em 2007 para concorrer com a rival Xsara Picasso da Citroën, era o modelo básico Comfort, com câmbio automático, airbags, ar condicionado digital, freios a disco nas quatro rodas e controle de cruzeiro (piloto automático). Foram retirados de produção os motores 2.0 8V e 2.0 16V, entrando no lugar o motor 2.0 8V com a configuração flexpower. Posteriormente, o câmbio automático passou a equipar também a versão Elegance, além da Elite e Expression.
No começo de 2009, o motor 2.0 foi modificado para desenvolver 140 cv (103 kW), ante os 121 cv (89,0 kW) da versão anterior, que equipava também a linha Astra e Vectra.
Ainda em 2009, com o lançamento da Nissan Grand Livina, houve uma queda nas vendas do modelo, indicando uma falta de atualização do mesmo.
Em julho de 2012, a General Motors anunciou que tanto a Zafira, quanto a Meriva seriam substituídas pela Spin até o final do ano. As últimas unidades dos dois modelos foram produzidas até o final de 2012, com o lançamento em julho da série Collection. Quinhentas unidades do modelo Zafira e 1 100 unidades do modelo Meriva foram produzidas, todas na cor cinza Rusk. Este tipo de estratégia já havia sido feita pela GM com os modelos Opala (série Collectors) e Vectra, que também haviam recebido uma série especial no final de suas produções.

## Segunda Geração (Zafira B)
A segunda geração da Zafira, chamada Zafira B, lançada em 2006. Compartilhou a plataforma e peças com o Opel Astra H.
Até 2007, o modelo só havia sido comercializado na Europa, Singapura, México e Chile. Embora esta geração tenha sido substituída em 2011 pela Zafira C, o modelo permaneceu em produção até 2014, tinha as mesmas opções de motor da geração anterior com exceção dos motores 2.0 e 2.2 movidos a diesel, que foram trocados pelo 1.9 Multijet da FIAT.

## Terceira Geração (Zafira C)
A terceira geração do Zafira, chamado Zafira C ou Zafira Tourer, foi apresentada como carro conceito no Salão do Automóvel de Genebra de 2011, como Zafira Tourer Concept. Baseia-se principalmente no Opel Astra J, com a promessa do fabricante que, quando o Zafira C estivesse à venda, o Zafira B permaneceria no mercado, com um facelift, com uma versão de menor valor da Zafira C. Esta havia aumentado de tamanho para concorrer com o rival Ford S-MAX. A versão de produção estreou no Salão do Automóvel de Frankfurt de 2011 em setembro e iniciou a comercialização em novembro do mesmo ano.
Em junho de 2016, foi feito um facelift do modelo, lançado em 2017. Como parte da atualização, os novos para-choques dianteiros e traseiros e o interior trouxeram o mesmo estilo do Opel Astra K. Foram também introduzidas novas tecnologias de acessibilidade e navegação. Foram incluídos também faróis de LED, câmera frontal, e outras tecnologias como assistente para alerta de sinais de trânsito, de colisão frontal iminente, de condições de pista e controle de cruzeiro ajustável.

## Curiosidades
- Primeira minivan produzida em massa do Brasil a oferecer sete lugares.
- O modelo 2001 tinha a lanterna traseira em três cores (vermelho, amarelo e branco). Já no modelo 2002, foi implantada a lanterna de duas cores (apenas vermelho e branco).
- Foi eleita em 2005 a melhor minivan nacional, pela pesquisa Os Eleitos, realizada pela revista Quatro Rodas.
- A versão brasileira, com exceção do para-choque modificado em 2004 e das lanternas traseiras, nunca foi modificada exteriormente, ao contrário da versão europeia que teve pelo menos três gerações.
- Ficou em terceiro lugar na premiação European Car of the Year de 2000.